# Joseph Murray (ökölvívó)
Joseph Murray ( Manchester, 1987. január 3.) brit amatőr ökölvívó.

## Eredményei
- 2007-ben bronzérmes a világbajnokságon harmatsúlyban.